# LibreOffice Calc

LibreOffice-Calc-Logo

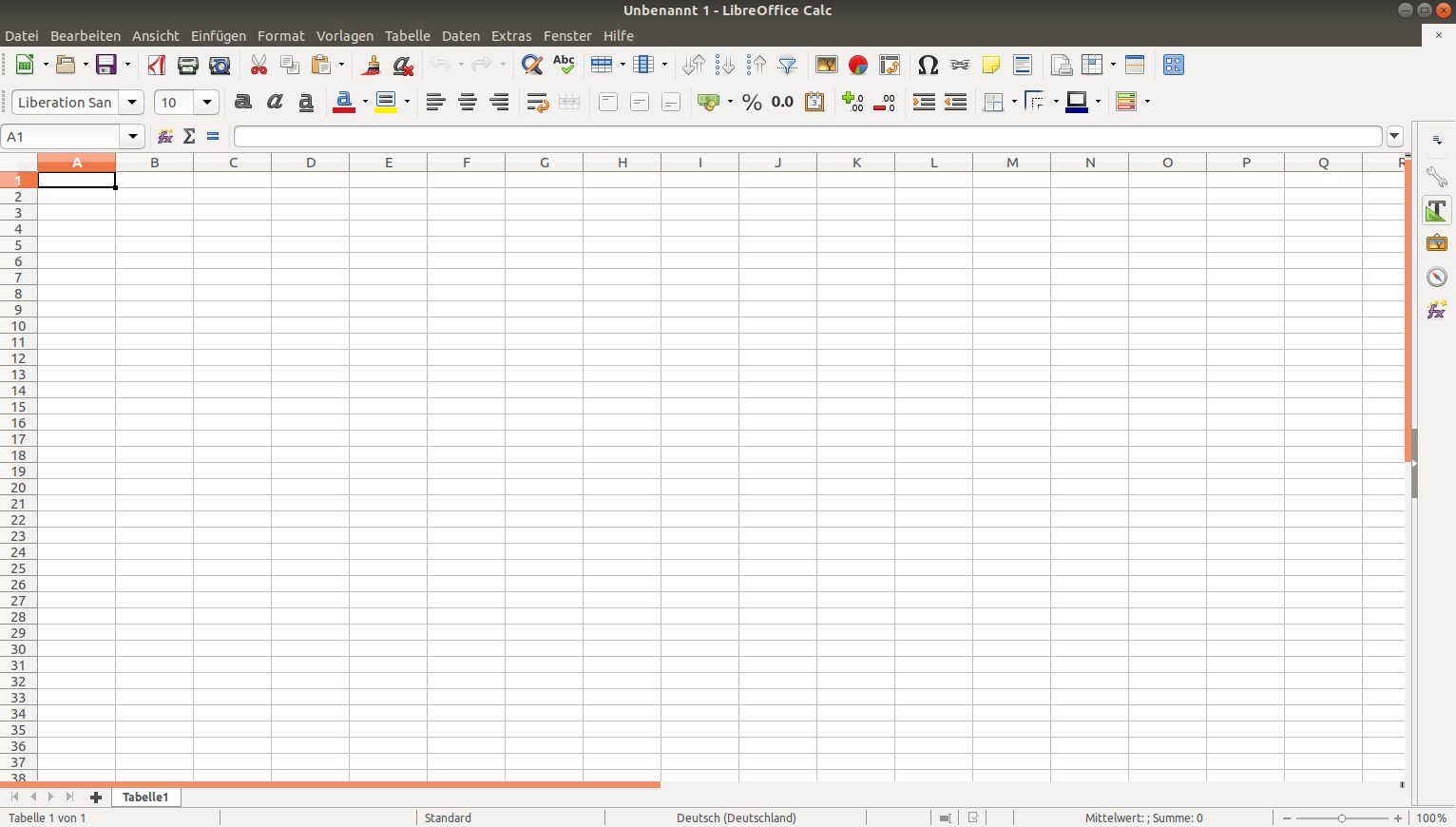
LibreOffice Calc auf Ubuntu

LibreOffice Calc ist ein Tabellenkalkulationsprogramm des LibreOffice-Softwarepakets. Es ähnelt Microsoft Excel. LibreOffice Calc wird unter der Mozilla Public License v2.0 veröffentlicht.
Es kann auf einer Vielzahl von Plattformen verwendet werden wie z. B. Microsoft Windows, Linux, Mac OS. Das Programm ist eine kostenlose Open-Source-Software.

## Funktionen
- Calc unterstützt 1 Million Zeilen je Tabelle
- Das Programm kann Microsoft Excel-Dateien öffnen und speichern
- Auch können PDF-Dateien geöffnet und abgespeichert werden
- Viele unterschiedliche Dateiformate werden unterstützt (z. B. ODF, XLS, CSV …)
- Unterstützung für viele Funktionen, einschließlich solcher für imaginäre Zahlen sowie finanzielle und statistische Funktionen.
- LibreOffice-Tabellen sind für größere wissenschaftliche oder finanzielle Tabellen gut geeignet.
- LibreOffice Calc kann nun auch IFS, Switch TEXT JOIN, MAXIFS, MINIFS usw. verwenden, was nur bei Microsoft Excel 2016 oder höher verwendbar ist.[1]